# Menhir von Rothenburg
Der Menhir von Rothenburg (auch Femegericht oder Fehmgericht genannt) ist ein Menhir bei Rothenburg, einem Ortsteil von Wettin-Löbejün im Saalekreis in Sachsen-Anhalt. In der Bodendenkmalliste von Könnern wird er als mittelalterlicher Bauernstein geführt.

## Lage und Beschreibung
Der Stein befindet sich nordwestlich von Rothenburg am südwestlichen Ende der Schleuseninsel. Der Zugang ist nicht direkt von Rothenburg aus möglich, sondern nur über eine Brücke, welche die Insel mit Nelben am gegenüberliegenden Saale-Ufer verbindet. Hierher wurde er allerdings erst sekundär verbracht. Sein ursprünglicher Standort befand sich an der Kreuzung der ehemaligen Straßen zwischen Hettstedt und Rothenburg sowie Nelben und Zickeritz.
Der Menhir besteht aus rotem Sandstein. Seine Höhe beträgt 200 cm, die Breite 180 cm und die Tiefe 30 cm. Er hat die Form einer unregelmäßigen Platte und läuft an einem Ende spitz zu. Der Stein steht nicht mehr aufrecht, sondern ist in eine gemauerte Nische eingelassen, wo er auf mehreren Steinen ruht.
Funde aus der Umgebung des Steins stammen aus der Schnurkeramikkultur, der Vollbronzezeit, dem slawischen Frühmittelalter und aus dem Mittelalter.

## Der Menhir in regionalen Sagen
Nach einer Sage sollen an diesem Stein die letzten Kreuzritter enthauptet worden sein.